# هانا شیباتا
هانا شیباتا (به ژاپنی: 柴田 華絵) (زادهٔ ۲۷ ژوئیهٔ ۱۹۹۲ میلادی) یک بازیکن زن فوتبال اهل کشور ژاپن است. وی برای تیم باشگاه فوتبال زنان اوراوا رد دیاموندز و همچنین تیم ملی فوتبال زنان ژاپن بازی می‌کند.

## پیشهٔ باشگاهی
هانا شیباتا در کیتاکیوشو و در تاریخ ۲۷ ژوئیهٔ ۱۹۹۲ به دنیا آمده‌است. او پس از فارغ‌التحصیلی از دبیرستان در سال ۲۰۱۱ به باشگاه فوتبال زنان اوراوا رد دیاموندز پیوست. نام شیباتا در فهرست بهترینهای لیگ برتر فوتبال زنان ژاپن به عنوان یکی از یازده بازیکن برتر ال لیگ در فصل ۲۰۱۵ قرار داشت.

## پیشهٔ ملی
در اوت ۲۰۱۲ به عنوان یکی از اعضای تیم ملی فوتبال زیر ۲۰ سال زنان ژاپن برای حضور در جام جهانی فوتبال زنان زیر ۲۰ سال ۲۰۱۲ انتخاب شد. او شش بازی برای این انجام داد و سه گل برای ژاپن به ثمر رساند که در این بازیها ژاپن به مقام سوم رسید. در سال ۲۰۱۲ شیباتا عنوان برترین بازیکن جوان سال فوتبال آسیا بدست آورد. در اوت ۲۰۱۵ او برای حضور در جام زنان شرق آسیا ۲۰۱۵ به تیم ملی فوتبال زنان ژاپن دعوت شد. در این مسابقات او نخستین بازی ملی خود را در تاریخ ۴ اوت و در مقابل تیم ملی فوتبال زنان کره جنوبی انجام داد.

## آمار در تیم ملی
| تیم ملی ژاپن | تیم ملی ژاپن | تیم ملی ژاپن |
| سال          | حضور         | گل‌ها         |
| ------------ | ------------ | ------------ |
| ۲۰۱۵         | ۱            | ۰            |
| مجموع        | ۱            | ۰            |